# Traktor Tcheliabinsk
Le Traktor Tcheliabinsk (en russe Трактор Челябинск) est un club professionnel de hockey sur glace de Russie, localisé à Tcheliabinsk.

## Histoire
Fondé en 1947 sous le nom de Dzerjinets Tcheliabinsk, le club est renommé Avangard Tcheliabinsk en 1954 avant de prendre son nom actuel en 1958. Entre 1999 et 2006, l'équipe joua en deuxième division après avoir évolué en première division pendant 51 saisons. En 2008, il intègre une nouvelle compétition en Eurasie, la Ligue continentale de hockey.

## Palmarès
- Vainqueur de la Coupe du Continent : 2012.
- Vainqueur du Vyschaïa Liga : 2006.
- Vainqueur du deuxième échelon d'URSS : 1968.

Logo de 1995 à 2020
Logo depuis 2020

### Saisons en KHL
Note: PJ : parties jouées, V : victoires, VP: victoires en prolongation, VF: victoires en fusillade, D : défaites, N : matchs nuls, DP : défaite en prolongation, DTF : défaite en fusillade, Pts : Points, BP : buts pour, BC : buts contre.
| Saison    | PJ | V  | VP | VTB | D  | DP | DTB | BP  | BC  | Pts | Classement | Séries éliminatoires |
| --------- | -- | -- | -- | --- | -- | -- | --- | --- | --- | --- | ---------- | --- |
| 2008-2009 | 56 | 24 | 0  | 2   | 22 | 3  | 5   | 142 | 166 | 84  | 12e/24     | Atlant Mytichtchi 3-0 (huitième-finale) |
| 2009-2010 | 56 | 18 | 0  | 3   | 31 | 2  | 2   | 137 | 192 | 64  | 18e/24     | Metallourg Magnitogorsk 3-1 (huitième-finale) |
| 2010-2011 | 54 | 14 | 6  | 2   | 26 | 1  | 5   | 142 | 166 | 64  | 18e/23     | Non qualifié |
| 2011-2012 | 56 | 32 | 2  | 5   | 11 | 0  | 4   | 163 | 116 | 114 | 1e/24      | Iougra Khanty-Mansiïsk 4-1 (huitième-finale) Ak Bars Kazan 4-2 (quart de finale) Avangard Omsk 4-1 (demi-finale)                                       |
| 2012-2013 | 52 | 28 | 0  | 3   | 13 | 6  | 2   | 152 | 120 | 98  | 5e/24      | Barys Astana 4-3 (huitième-finale) Avangard Omsk 4-1 (quart de finale) Ak Bars Kazan 4-3 (demi-finale) OHK Dinamo 4-2 (finale)                         |
| 2013-2014 | 54 | 18 | 1  | 6   | 22 | 2  | 5   | 126 | 148 | 75  | 19e/28     | Non qualifié |
| 2014-2015 | 60 | 21 | 2  | 6   | 24 | 4  | 3   | 144 | 154 | 86  | 15e/28     | Sibir Novossibirsk 4-2 (huitième de finale) |
| 2015-2016 | 60 | 17 | 3  | 9   | 23 | 4  | 4   | 132 | 151 | 83  | 19e/28     | Non qualifié |
| 2016-2017 | 60 | 27 | 2  | 1   | 20 | 3  | 7   | 130 | 120 | 97  | 10e/29     | Non qualifié |
| 2017-2018 | 56 | 26 | 2  | 5   | 19 | 2  | 2   | 129 | 121 | 96  | 6e/27      | Neftekhimik Nijnekamsk 4-1 (huitième de finale) Salavat Ioulaïev Oufa 4-3 (quart de finale) Ak Bars Kazan 4-0 (demi-finale)                            |
| 2018-2019 | 62 | 18 | 8  | 1   | 31 | 3  | 1   | 102 | 151 | 58  | 17e/25     | Sibir Novossibirsk 4-0 (huitième de finale) |
| 2019-2020 | 62 | 20 | 3  | 2   | 31 | 3  | 3   | 132 | 161 | 56  | 21e/24     | Non qualifié |
| 2020-2021 | 60 | 27 | 5  | 2   | 20 | 3  | 3   | 157 | 143 | 74  | 9e/23      | Salavat Ioulaïev Oufa 4-1 (huitième de finale) |
| 2021-2022 | 49 | 22 | 6  | 6   | 12 | 2  | 1   | 152 | 119 | 71  | 2e/24      | Neftekhimik Nijnekamsk 4-0 (huitième de finale) Salavat Ioulaïev Oufa 4-2 (quart de finale) Metallourg Magnitogorsk 4-1 (demi-finale)                  |
| 2022-2023 | 68 | 23 | 2  | 6   | 27 | 8  | 2   | 169 | 190 | 72  | 16e/22     | Non qualifié |
| 2023-2024 | 68 | 27 | 6  | 4   | 25 | 4  | 2   | 183 | 167 | 80  | 4e/23      | Salavat Ioulaïev Oufa 4-2 (huitième de finale) HK Dinamo Moscou 4-0 (quart de finale) Lokomotiv Iaroslavl 0-4 (demi-finale)                            |
| 2024-2025 | 68 | 38 | 4  | 3   | 17 | 3  | 3   | 223 | 159 | 96  | 2e/23      | Admiral Vladivostok 4-2 (huitième de finale) HK Dinamo Minsk 4-1 (quart de finale) HK Dinamo Moscou 4-1 (demi-finale) Lokomotiv Iaroslavl 1-4 (finale) |

### Saisons en Superliga
| Saison    | PJ | V  | VP | N  | DP | D  | BP  | BC  | Pts | Classement   | Séries éliminatoires                    |
| --------- | -- | -- | -- | -- | -- | -- | --- | --- | --- | ------------ | --------------------------------------- |
| 2007-2008 | 57 | 20 | 5  | -  | 6  | 26 | 162 | 186 | 76  | 14e/20 place | HK CSKA Moscou 3-0 (huitième de finale) |
| 2006-2007 | 54 | 12 | 2  | 10 | 3  | 27 | 103 | 141 | 53  | 17e place/19 | Ne participe pas                        |